# Hey You (canción de Joe Lockwood)
Hey You ("¡Hey, tú!", en español) es un sencillo del cantante alemán Joe Lockwood publicado en 1986. La canción fue compuesta por el alemán Dieter Bohlen y producida por B.M.S. Productions para ZYX.

## Lista de canciones
12" Single ZYX Records 5538, Alemania 1986
1. Hey You - 6:56
2. Hey You (Instrumental) - 5:00

## Créditos
- Letra y música - Dieter Bohlen
- Producción - B.M.S. Productions
- Publicación - Hansa M.V. / Hanseatic

## Versión de Modern Talking
"Hey You" fue regrabada para ser incluida en el tercer álbum de estudio de Modern Talking publicado en 1986 Ready for Romance. La canción es interpretada por Thomas Anders y los arreglos son responsabilidad de Dieter Bohlen. Sin embargo, esta versión no fue publicada como sencillo.